# Сантьяго Пенья
Сантьяго Пенья (ісп. Santiago Peña; нар. 16 листопада 1978, Асунсьйон) — парагвайський політичний і державний діяч. Лідер правої партії «Національна республіканська асоціація» (ANR, також відома як «Колорадо») з 2023 року. Президент Парагваю з 15 серпня 2023 року.

## Біографія
Був членом правління Центрального банку Парагваю та колишній міністр фінансів держави. У березні 2018 року був призначений до ради директорів Banco Amambay, яка є частиною холдингів Grupo Cartes, що належать голові партії «Колорадо» та колишньому президенту Парагваю Орасіо Картесу. Також викладав на посаді доцента фінансової теорії у Католицькому університеті Асунсьйона (2004 року); на посаді професора економічної теорії в тому ж університеті (2005 року) та опублікував дослідницькі роботи в галузі грошово-кредитної політики та фінансів.
З 1996 до 2016 року був членом «Автентичної радикально-ліберальної партії», потім приєднався до партії «Колорадо».
У 2018 році був попереднім кандидатом на посаду президента Парагваю від партії «Колорадо», але програв первинні вибори Маріо Абдо Бенітесу, який став президентом після підбиття підсумків загальних виборів.
Був кандидатом від партії «Колорадо» на посаду президента на загальних виборах 2023 року. Вибори відбулися 30 квітня 2023 року. Пенья набрав 42,73 % голосів, значно випередивши свого основного суперника Ефраїна Алегре. Серед його основних передвиборчих обіцянок — зниження вартості споживчого кошика, цін на паливо та газ, створення 500 тисяч нових робочих місць, безкоштовних дитячих садків, програми для забезпечення громадян житлом. Пенья вступив на посаду 15 серпня 2023 року.